# Vor Frue Kirke (Assens)
 For alternative betydninger, se Vor Frue Kirke. (Se også artikler, som begynder med Vor Frue Kirke)
Vor Frue Kirke ligger i købstaden Assens (Region Syddanmark) på den fynske vestkyst. Kirken er centralt beliggende i byens gamle kvarter, tæt på havnen.
Vor Frue Kirke huser danmarks ældste drengekor Syngedrengene ved Vor Frue Kirke Assens, som i 2016 kunne fejre 160-års jubilæum.
Derudover er Vor Frue Kirke i Assens Fyns største kirke efter Odense Domkirke.

## Bygningen
Den store senmiddelalderlige kirke har oprindelse i en mindre, formentlig romansk teglstenskirke fra 1200-tallet. I senmiddelalderen fik den romanske kirkebygning tilføjet et firkantet, gotisk tårn, af hvilket kun underdelen er bevaret, og i anden halvdel af 1400-tallet blev sluttet en korsarm til skibets nordside (nu betegnet ’Holevadkapellet’), der har modsvaret en formentlig ligeledes senmiddelalderlig, nu nedrevet korsarm ved skibets sydside.
Allerede i slutningen af 1400-tallet gennemgik kirken endnu en omfattende ombygning og udvidelse. Nu rejstes en ottekantet tårnoverdel ovenpå den ældre underdel, efterfølgende erstattedes teglstenskirken af et stort basilikalt langhus med tresidet østgavl, der ifølge skriftlige kilder stod færdigt 1488. Denne oplysning støttes af dendrokronologiske undersøgelser, der daterer bygningsafsnittet til o. 1490. Kort før færdiggørelsen af det basilikale langhus blev den søndre korsarm nedrevet, mens man nøjedes med at nedrive det sydligste fag af den nordre korsarm, som herefter integreredes i den nye kirkebygning. O. 1525 blev et våbenhus føjet til langhusets nordside.
Kirken blev i 1800-tallet underkastet to store og veldokumenterede restaureringer; 1857-58 forestået af arkitekt C. Møller og 1881-84 forestået af arkitekterne J. D. Herholdt og C. Lendorf.

## Inventaret
Kirken rummer enkelte middelalderlige genstande, først og fremmest det romanske vievandskar, der er indmuret i væggen ved våbenhusets dør, og monstransskabet, som står ved koret. Også det sene 1500-tal er sparsomt repræsenteret i inventaret, nemlig alene i form af to alterstager skænket 1577 af Peter Kemp. Derimod stammer en betydelig del af inventaret fra 1600-tallet, hvor kirken modtog mange private gaver fra især byens rådsaristokrati. Af disse er den betydeligste altertavlen, som blev skænket o. 1625 af Jens Mand og hustru Karen Berildsen, og som repræsenterer en overgangsstil mellem renæssance og bruskbarok. Kirkens ældste klokke blev skænket 1631 af sognepræst Poul Andersen samt en række af byens borgmestre og rådmænd, mens den ældste lysekrone fra 1652 er en gave fra Niels Iversen og hans hustru Birte. Prædikestolen er skåret af Hans Nielsen Bang fra Middelfart i tiden o. 1670/75 og er nært beslægtet med billedskærerens prædikestolsopgang til Middelfart Kirke.
Altersølvet er i vid udstrækning blevet fornyet i tiden omkring 1700. Sognepræst Bertel Ludvigsen skænkede 1670 en ny oblatæske udført af sølvsmed Christian Callender, Assens. Borgmester Thomas Iversen og hustru Helvig Jensdatter bekostede 1686 udskiftningen af den senmiddelalderlige alterkalks bæger. 1722 skænkede Birgitte Fugl, enke efter Christian Fogh, en oblatæske af nordtysk oprindelse og en alterkande udført af guldsmed Jens Christensen, København. Desuden anskaffede kirken 1737 et nyt sygesæt udført af guldsmed Iver Larsen, Assens, og 1780 en ny alterdisk udført af den lokale guldsmed Niels Iversen.
I 1800-tallet udvidedes inventaret tre gange med kunstværker udført af bysbørn. Først blev altertavlens malerier udskiftet med nye malet 1826-28 af Jes Bundsen. Dernæst skænkede Dankvart Dreyer i 1842 sit maleri forestillende Kristus viser sig for apostlene og de tre Mariaer til kirken, og i 1883 modtog kirken marmordåbsenglen af J. A. Jerichau.
I tiden omkring 1900 var kirkens belysningsmæssige forhold centrum for flere nyanskaffelser; heriblandt to syvstager, den ene skænket 1899 af byens damer, den anden tilkom i 1900-tallets begyndelse. 1913 anskaffedes en kopi af 1645-lysearmen, og 1919-20 skænkede Harald Plum to messinglysekroner. Siden er yderligere tre lysekroner tilgået kirken. Endnu en væsentlig nyanskaffelse fra denne periode er Anders Bundgaards malmfont fra 1910, skænket af Assens og Omegns Sparekasse, hvortil hører et messingdåbsfad og formentlig også en dåbskande tegnet af Siegfried Wagner og oprindelig produceret som ølkrus. Samme år skænkede skomager J. J. Albinus en glasmosaikrude, som viser Assens byvåben, tegnet og udført af glarmester August Duvier. Orglet er bygget 1964 af Marcussen og Søn og står på et samtidigt pulpitur (udvidet 1999). Et klokkespil blev etableret ved kirkens jubilæum 1988 og udvidet 1991. Stolestaderne fornyedes 2007.

## Orgel
Marcussen & Søn 1964, orglet er med mekanisk traktur, og uden Setzer-System
| I Manual Hovedværk C–g3 |          |
| Bordun                  | 16´      |
| Principal               | 8´       |
| Rørfløjte               | 8´       |
| Oktav                   | 4´       |
| Spidsfløjte             | 4´       |
| Nasat                   | 2 2/3´   |
| Oktav                   | 2´       |
| Mixtur                  | V-VI kor |
| Trompet                 | 8´       |
| Tremulant               |          |

| II Manual Rygpositiv C–g3         |          |
| Gedakt                            | 8´       |
| Quintatøn (C-F fælles m. Ged. 8') | 8´       |
| Principal                         | 4´       |
| Rørfløjte                         | 4´       |
| Gemshorn                          | 2        |
| Quint                             | 1 1/3´   |
| Sesquialtera                      | II kor   |
| Scharf                            | IV-V kor |
| Dulcian                           | 8´       |
| Tremulant                         |          |

| III Manual Brystværk C–g3 |        |
| Gedakt                    | 8´     |
| Kobbelfløjte              | 4´     |
| Principal                 | 2´     |
| Waldfløjte                | 2´     |
| Terts                     | 1 3/5´ |
| Cymbel                    | II kor |
| Skalmeje                  | 8´     |
| Tremulant                 |        |

| Pedal C–f1                 |        |
| Principal                  | 16´    |
| Subbas                     | 16´    |
| Oktav (C-f fra Pr. 16')    | 8´     |
| Gedakt (C-f fra Subb. 16') | 8´     |
| Oktav                      | 4´     |
| Nathorn                    | 2´     |
| Mixtur                     | VI kor |
| Basun                      | 16´    |
| Trompet                    | 8´     |
| Zink                       | 4´     |

- Koblinger H+B H+R P+B P+R P+H

## Gravminder
Kirken rummer to epitafier, tre mindetavler og 45 gravsten, der bortset fra to romanske gravsten spænder over perioden o. 1540-1800. De mange bevarede gravminder, stammer fra en tid, hvor kirken fungerede som begravelsessted for byens borgere. Langt størstedelen er sat til minde om det stedlige rådsaristokrati, men fra 1600-tallets midte også over sognepræster og velhavende borgere.
Opsættelsen af epitafier synes at være begyndt mod 1500-tallets slutning, mens de bevarede mindetavler alle stammer fra 1700-tallets første fjerdedel. De ældste af kirkens nu sløjfede murede begravelser blev indrettet hhv. 1615 og o. 1657, mens yderligere tre blev opført i 1700-tallet. 1741 indrettede Anne Elisabeth von Trampe et gravkapel, hvori tre egekister fortsat henstår.
Selvom kirken fortsat rummer et stort antal gravminder, gik mange andre tabt i løbet af 1800-tallet. Først fik kirken 1828 tilladelse til at bortsælge seks brøstfældige gravminder, og siden gik gravsten tabt som følge af beslutningen 1841 om at borttage alle gravsten fra kirkerummet og genbruge dem som fortov om kirken. De bedste af disse sten blev under kirkens restaurering 1881-84 ført tilbage til kirkerummet og opstillet langs koromgangens vægge eller lagt i gulvet sammesteds. Derimod blev op mod 30 andre gravsten kasseret.
Det ældste epitafium fra 1657/60 er sat over borgmester Bunde Jacobsens familie og er bevaret i form af et gruppeportræt malet af Hans Schütte samt en indskrifttavle; den arkitektoniske ramme er gået tabt. Kirkens andet epitafium er sat til minde om Mads Sørensen 1763 og er typisk for perioden udført som et illusionistisk arbejde med indsat riffelmaleri.
De tre mindetavler fra tiden 1707-24 er alle udført af kalksten med central indskrift og rektangulære blomsterrelieffer i hjørnerne, det ene bærer signaturen »H. Roy«, hvis værksted muligvis er ansvarlig for alle tre tavler, samt muligvis en enkelt gravsten fra 1723.
Gravstenene bærer i mange tilfælde stærkt præg af både at have ligget i kirkegulvet og som fortov om kirken, og mange er kun fragmentarisk bevarede. 1500-tallets gravsten kan inddeles i to grupper, hhv. nogle gotiske våbensten med fra 1540’erne og figursten fra 1550’erne og 1560’erne. De to grupper regnes begge for lokalt producerede, muligvis endda af samme værksted. Derimod er to adelige gravsten tilskrevet de større, regionalt virkende værksteder, der betegnes hhv. »Odense-skulptøren« og monogrammisten »AS«. Blandt gravstenene fra 1600-tallet ses en mere udbredt brug af indskriftfelter, dog ofte omkranset af figurarbejde.

## Eksterne kilder og henvisninger
- Vor Frue Kirke hos danmarkskirker.natmus.dk (Danmarks Kirker, Nationalmuseet)
- Vor Frue Kirke Arkiveret 31. januar 2011 hos  Wayback Machine hos nordenskirker.dk
- Vor Frue Kirke hos KortTilKirken.dk